# 新单蕊黄耆
新单蕊黄耆（学名：Astragalus neomonadelphus）为豆科黄芪属的植物，为中国的特有植物。分布在中国大陆的云南等地，生长于海拔3,400米的地区，多生于高山草坡上，目前尚未由人工引种栽培。